# セント・ジョゼフ (ドミニカ国)
セント・ジョゼフ（Saint Joseph, St. Joseph Village）は、ドミニカ国のセント・ジョゼフ教区の村。島西部に位置し、カリブ海に面している。村議会が設置されている。人口は1,746人（2011年国勢調査）。村の北にはメロ、南にはラヨーの集落がある。
1988年に公開されたカール・シュルツ監督の映画「第七の予言」の撮影地の1つとして知られる。